# Phú Thụ
Phú Thụ (tiếng Mãn: ᡶᡠᡧᡝᡠ, Möllendorff: fušeo, tiếng Trung: 富綬; 2 tháng 7 năm 1643 – 11 tháng 1 năm 1670) là một hoàng thân của nhà Thanh trong lịch sử Trung Quốc, người thừa kế 1 trong 12 tước vị Thiết mạo tử vương.

## Cuộc đời
Phú Thụ sinh vào giờ Hợi, ngày 17 tháng 5 (âm lịch) năm Sùng Đức thứ 8 (1643), trong gia tộc Ái Tân Giác La. Ông là con trai thứ tư của Túc Vũ Thân vương Hào Cách – Hoàng trưởng tử của Thanh Thái Tông Hoàng Thái Cực. Mẹ của ông là Kế Phúc tấn Bác Nhĩ Tế Cát Đặc thị (博爾濟吉特氏). Năm Thuận Trị thứ 5 (1648), cha ông bị đoạt tước và qua đời, ông bị Đa Nhĩ Cổn triệu đến phủ đệ để dạy dỗ và giáo huấn.
Năm thứ 8 (1651), sau khi Đa Nhĩ Cổn qua đời, Thuận Trị Đế nắm lại thực quyền đã giải tội cho huynh trưởng Hào Cách, phục hiệu cho Hào Cách làm Túc Thân vương, còn cho lập bia khen ngợi. Sau đó ông được thế tập tước vị của cha mình, tức Túc Thân vương đời thứ 2, song được Thuận Trị Đế sửa lại phong hào từ "Túc" (肅) thành "Hiển" (显). Năm Khang Hi thứ 8 (1669), ngày 20 tháng 12 (âm lịch), ông qua đời, thọ 27 tuổi, được truy thụy Hiển Ý Thân vương (显懿親王).

## Gia quyến

### Thê thiếp
- Đích Phúc tấn: Bác Nhĩ Tế Cát Đặc thị (博爾濟吉特氏), con gái của Sát Cáp Nhĩ Thân vương Ngạch Nhĩ Khắc Khổng Quả Nhĩ Ngạch Triết (额尔克孔果尔额哲).
- Trắc Phúc tấn: Phú Sát thị (富察氏), con gái của Thống lĩnh Hộ quân Ngạch Tư Đặc Nghi (额思特宜).
- Thứ Phúc tấn: 
  - Ngô Lỗ thị (吴鲁氏), con gái của Đặc Lý Nạp (特里納).
  - Triệu Giai thị (兆佳氏), con gái của Hách Đồ (赫圖).
  - Vương thị (王氏), con gái của Hỗ Đức (祜德).
- Thứ thiếp:
  - Tôn thị (孙氏), con gái của Tôn Tề (孙齐).
  - Tôn thị (孫氏), con gái của Tôn Tú Ngọc (孫秀玉).
  - Đô Lỗ thị (都魯氏), con gái của Văn Đặc Nghi (文特宜).
  - Ông Nữu Lạc thị (翁鈕洛氏), con gái của Tát Hải (薩海).
  - Triệu thị (兆氏), con gái của Ông Quả Thác (翁果托).
  - Mã thị (马氏), con gái của Mã Anh Tú (马英秀).

### Hậu duệ

#### Con trai
1. Toàn Bảo (全宝; 1658 – 1698), mẹ là Thứ thiếp Đô Lỗ thị. Có sáu con trai.
2. Hồ Nhĩ Hán (祜尔汉; 1664 – 1665), mẹ là Thứ Phúc tấn Ngô Lỗ Đặc thị. Chết yểu.
3. Phí Dương Cổ (费扬古; 1664 – 1665), mẹ là Thứ thiếp Ông Nữu Lạc thị. Chết yểu.
4. Đan Trăn (丹臻; 1665 – 1702), mẹ là Trắc Phúc tấn Phú Sát thị. Năm 1670 được thế tập tước vị Hiển Thân vương (显親王). Sau khi qua đời được truy thụy Hiển Mật Thân vương (显密親王). Có mười ba con trai.
5. Bái Sát Lễ (拜察禮; 1667 – 1708), mẹ là Thứ Phúc tấn Triệu Giai thị. Năm 1771 được truy phong làm Hiển Thân vương (显親王). Có sáu con trai.
6. Già Lam Bảo (迦蓝保; 1669 – 1711), mẹ là Thứ thiếp Triệu thị. Được phong làm Phụng ân Tướng quân (奉恩将军). Có một con trai.
7. Thường Bảo (常保; 1669 – 1670), mẹ là Thứ thiếp Triệu thị. Chết yểu.
8. Khâm Bảo (钦保; 1670 – 1672), mẹ là Thứ thiếp Mã thị. Chết yểu.

#### Con gái
1. Trưởng nữ (1657 – 1717), mẹ là Thứ thiếp Tôn thị. Năm 1674 hạ giá lấy Kỵ Đô úy Khố Lộc (庫祿) của Triệu Giai thị.
2. Thứ nữ (1659 – 1678), mẹ là Đích Phúc tấn Bác Nhĩ Tế Cát Đặc thị. Được phong Quận chúa (郡主), năm 1675 hạ giá lấy Hoa Tắc (華塞) của Quách Lạc La thị.
3. Tam nữ (1664 – 1692), mẹ là Thứ Phúc tấn Vương thị. Năm 1678 hạ giá lấy Bái Cáp Đức (拜哈德) của Quách Lạc La thị.
4. Tứ nữ (1664 – 1738), mẹ là Thứ thiếp Tôn thị. Năm 1680 hạ giá lấy A Nhĩ Tắc (阿爾塞) của Y Nhĩ Căn Giác La thị.
5. Ngũ nữ (1665 – 1667), mẹ là Thứ Phúc tấn Ngô Lỗ thị. Chết yểu.
6. Lục nữ (1666 – 1737), mẹ là Thứ thiếp Tôn thị. Năm 1682 hạ giá lấy Cát Nhĩ Cáp Đồ (噶爾哈圖) của Phú Sát thị.
7. Thất nữ (1670 – 1671), mẹ là Thứ Phúc tấn Ngô Lỗ thị. Chết yểu.